# Arganil
Arganil és un municipi portuguès, situat al districte de Coïmbra, a la regió del Centre i a la subregió de Pinhal Interior Norte. L'any 2006 tenia 12.793 habitants. Limita al nord amb Penacova, Tábua i Oliveira do Hospital, a nord-est amb Seia, a l'est amb Covilhã, al sud amb Pampilhosa da Serra i Góis i a l'oest amb Vila Nova de Poiares.

## Població
| Població del concelho d'Arganil (1801 – 2004) | Població del concelho d'Arganil (1801 – 2004) | Població del concelho d'Arganil (1801 – 2004) | Població del concelho d'Arganil (1801 – 2004) | Població del concelho d'Arganil (1801 – 2004) | Població del concelho d'Arganil (1801 – 2004) | Població del concelho d'Arganil (1801 – 2004) | Població del concelho d'Arganil (1801 – 2004) | Població del concelho d'Arganil (1801 – 2004) |
| --------------------------------------------- | --------------------------------------------- | --------------------------------------------- | --------------------------------------------- | --------------------------------------------- | --------------------------------------------- | --------------------------------------------- | --------------------------------------------- | --------------------------------------------- |
| 1801                                          | 1849                                          | 1900                                          | 1930                                          | 1960                                          | 1981                                          | 1991                                          | 2001                                          | 2004                                          |
| 4075                                          | 7814                                          | 21232                                         | 18343                                         | 19237                                         | 15507                                         | 13926                                         | 13623                                         | 13187                                         |

## Fregesies
- Anceriz
- Arganil
- Barril de Alva
- Benfeita
- Celavisa
- Cepos
- Cerdeira
- Coja
- Folques
- Moura da Serra
- Piódão
- Pomares
- Pombeiro da Beira
- São Martinho da Cortiça
- Sarzedo
- Secarías
- Teixeira
- Vila Cova de Alva